# جبريل كوياتي
جبريل كوياتي (من مواليد عام 1942 في باماكو) هو مخرج وممثل مالي. اشتهر بفضلِ إخراجه لعددٍ من الأفلام الطويلة التي نالت استحسانًا كبيرًا مثل فيلم عودة تيمان (بالإنجليزية: The return of Tieman)، تايفينغ (بالإنجليزية: Tiefing) وولاها (بالإنجليزية: Walaha).

## الحياة المبكّرة
ولد جبريل كوياتي عام 1942 في مدينة باماكو بدولةِ مالي.

## المسيرة المهنيّة
بدأ جبريل كوياتي مسيرتهُ المهنيّة رسميًا عام 1969 حينما أخرج فيلم البراعة (بالفرنسية: l'artisanat) ثم أخرج بعدها بعامٍ واحدٍ فيلم عودة تيمان (بالفرنسية: Le retour de Tieman)، قبل أن يعود عام 1976 بفيلم العلم الأسود جنوب المهد (بالفرنسية: Le drapeau noir au sud du berceau)، وأخرج بعدها بعامينِ فيلم مالي اليوم (بالفرنسية: 'Le Mali aujourd'hui). اقتحمَ جبريل دياباتي ولو بشكلٍ متأخّرٍ نوعًا ما عالم التمثيل حيثُ شارك عام 1974 في فيلم فيرلورين مانداج (بالفرنسية: Verloren Maandag)، وظهر عام 1991 في فيلم تا دونا (بالفرنسية: Ta Dona)، كما شارك عام 1999 في فيلمِ قبيلة المقَدم (بالفرنسية: Macadam Tribu)، أمّا أشهر أعماله وهو ممثل فكان عام 2000 في فيلم رمز (أو كود) غير معروف (بالفرنسية: Code inconnu) حينما جسّد شخصية يوسف التي نال استحسان النقاد وحظيت بإشادةٍ كبيرةٍ من قِبل الجمهور المالي.

## قائمة أعماله
هذه قائمةُ أعمال الممثل والمخرج المالي جبريل دياباتي:
| السنة | العنوان                 | العنوان الأصلي                    | الدور                       | ملاحظة         |
| ----- | ----------------------- | --------------------------------- | --------------------------- | -------------- |
| 1969  | براعة                   | l'artisanat                       | مخرج الفيلم                 | فيلم روائي     |
| 1970  | عودة تيرمان             | Le retour de Tieman               | مخرج الفيلم                 | فيلم روائي     |
| 1974  | فيرلورين مانداج         | Verloren Maandag                  | ممثل في دور ثانويّ           | فيلم روائي     |
| 1976  | العَلمُ الأسود جنوب المهد | Le drapeau noir au sud du berceau | مخرج الفيلم                 | فيلم روائي     |
| 1978  | مالي اليوم              | Le Mali aujourd'hui               | مخرج الفيلم                 | فيلم روائي     |
| 1991  | تا دونا                 | Ta Dona                           | ممثل في دور رئيسي           | فيلم روائي     |
| 1992  | إيداع                   | Depte                             | مخرج الفيلم                 | فيلم روائي     |
| 1993  | تايفينغ                 | Tiefing                           | مخرج الفيلم وكاتب السيناريو | فيلم روائي     |
| 1999  | قبيلة المَقدم            | Macadam Tribu                     | ممثل في دور رئيسي           | فيلم روائي     |
| 1999  | والاها                  | Walaha                            | مخرج المسلسل                | مسلسل تلفزيونى |
| 2000  | رمزٌ غير معروف           | Code inconnu                      | ممثل في دور رئيسي           | فيلم روائي     |